# Ashton Gate
Ashton Gate – stadion, położony w mieście Bristol, Wielka Brytania. Oddany został do użytku w 1880 roku. Od tego czasu swoje mecze na tym obiekcie rozgrywa zespół piłkarski Bristol City F.C., od lat 20 XX wieku Bristol Bears okazjonalnie rozgrywał tu swoje mecze aby od roku 2014 uznać stadion jako swój domowy. Jego pojemność wynosi 27 000 miejsc, jest to efekt przeprowadzonej modernizacji. Rekordową frekwencję, wynoszącą 43 335 osób, odnotowano w 1935 roku podczas meczu ligowego pomiędzy Bristol City F.C. a Preston North End. Stadion był areną rozgrywanych w 1999 roku Pucharu Świata w Rugby, odbył się na nim mecz pomiędzy drużynami Nowej Zelandii i Tonga.